# Mordellistena ghanii
Mordellistena ghanii es una especie de coleóptero de la familia Mordellidae.

## Distribución geográfica
Habita en Pakistán.